# Halmaheramonark
Halmaheramonark (Symposiachrus bimaculatus) är en fågel i familjen monarker inom ordningen tättingar.

## Utbredning och systematik
Halmaheramonark förekommer i Moluckerna och delas upp i tre underarter med följande utbredning:
- S. b. bimaculatus – Morotai, Halmahera och Bacan
- S. b. diadematus – Bisa och Obi
- S. b. nigrimentum – Seram och Ambon i östcentrala Moluckerna samt Gorong och Watubela i sydöstra Moluckerna

## Status
IUCN erkänner den inte som art, varför den inte placeras i någon hotkategori.